# Poison (filme)
Poison é um filme de ficção científica estadunidense de 1991 dirigido e escrito por Todd Haynes, baseado em romances de Jean Genet. Estrelado por Scott Renderer e James K. Lyons, estreou no Festival Sundance de Cinema em 11 de janeiro.

## Elenco
- Scott Renderer - John Broom
- James Lyons - Jack Bolton
- Edith Meeks - Felicia Beacon
- Millie White - Millie Sklar
- Buck Smith - Gregory Lazar
- Rob LaBelle - Jay Wete
- John Leguizamo - Chanchi